# Dinis, Infante de Portugal
D. Dinis de Portugal (Évora, 26 de abril de 1535 - Évora, 1 de janeiro de 1537), foi um Infante de Portugal, sétimo filho do rei João III de Portugal e de Catarina de Áustria.

## Biografia
Nasceu no Paço de São Francisco, em Évora, onde então se encontrava a Corte, a 26 de abril de 1535. Foi baptizado a 3 de maio, pelo seu tio o Cardeal Afonso de Portugal na Capela Real do mesmo paço, tendo por compadres os infantes Luís e Henrique, seus tios e Teodósio I, 5.º duque de Bragança. Levou-o à pia baptismal o duque de Bragança. Foram encarregues das insígnias Rodrigo de Melo, 1.º marquês de Ferreira, que levava o saleiro, Francisco de Paula de Portugal e Castro, 1.º conde de Vimioso, que levava o círio pascal e Álvaro da Silva, 3.º conde de Portalegre, que levava a oferta.
Faleceu no mesmo paço onde nasceu, a 1 de janeiro de 1537, com apenas 1 ano e 8 meses de vida, estando a sua mãe grávida de seu irmão, o infante João Manuel. Foi sepultado no Mosteiro dos Jerónimos. Jaz no mesmo túmulo onde repousa o seu irmão António, podendo ler-se o seguinte epitáfio em latim: «Immatura Antonius, & Dionysius Infans, Morte sub hoc pressi marmore membra tenent. At velut Empyreum florum exornantia dono, Gratus uterque suo vivit odoré Deo», que se poderá traduzir em português para «A morte prematura dos infantes António e Dinis seguram os membros deste mármore. Mas como um empíreo com lindas flores, cada um deles vive do odor da própria gratidão a Deus.»